# Campeonato Mundial de Voleibol Femenino Sub-20 de 1989
El V Campeonato Mundial de Voleibol Femenino Sub-20, realizado en Perú, tuvo como sede principal Lima (Coliseo Eduardo Dibós), y en el interior del país, Arequipa (Coliseo Arequipa) y Trujillo (Coliseo Gran Chimú) abrieron sus puertas para recibir a los miles de peruanos que, a pesar de la fuerte crisis económica, no dudaron en asistir a las presentaciones y a apoyar al combinado nacional.
El campeón de esta edición fue la selección juvenil de Brasil que derrotó en la final a su similar de Cuba.

## Equipos participantes
| Grupo A | Grupo B      | Grupo C  | Grupo D         |
| ------- | ------------ | -------- | --------------- |
| Perú    | Brasil       | Japón    | Korea           |
| China   | Cuba         | Canadá   | Unión Soviética |
| Italia  | China Taipéi | Colombia | Argentina       |
| México  | Venezuela    | España   | Puerto Rico     |

## Primera fase

### Grupo A

#### Clasificación
| Pos | Equipo | PJ | PG | PP | SF | SC | PTS |
| --- | ------ | -- | -- | -- | -- | -- | --- |
| 1   | Perú   | 3  | 3  | 0  | 9  | 3  | 8   |
| 2   | China  | 3  | 2  | 1  | 7  | 4  | 6   |
| 3   | Italia | 3  | 1  | 2  | 6  | 6  | 4   |
| 4   | México | 3  | 0  | 3  | 0  | 9  | 0   |

#### Resultados
| Fecha    | Encuentro       | Resultado | Set   | Set   | Set   | Set   | Set   | Puntuación total |
| Fecha    | Encuentro       | Resultado | 1     | 2     | 3     | 4     | 5     | Puntuación total |
| -------- | --------------- | --------- | ----- | ----- | ----- | ----- | ----- | ---------------- |
| 03-08-89 | México - China  | 0-3       | 06-15 | 02-15 | 00-15 |       |       | 08-45            |
| 03-08-89 | Perú - Italia   | 3-2       | 09-15 | 15-13 | 15-04 | 14-16 | 15-11 | 68-59            |
| 04-08-89 | Perú - México   | 3-0       | 15-07 | 15-05 | 15-02 |       |       | 45-14            |
| 04-08-89 | Italia - China  | 1-3       | 14-16 | 09-15 | 15-13 | 06-15 |       | 44-59            |
| 05-08-89 | Italia - México | 3-0       | 15-08 | 15-11 | 15-01 |       |       | 45-20            |
| 05-08-89 | Perú - China    | 3-1       | 15-09 | 15-08 | 10-15 | 15-12 |       | 55-44            |

### Grupo B

#### Clasificación
| Pos | Equipo       | PJ | PG | PP | SF | SC | PTS |
| --- | ------------ | -- | -- | -- | -- | -- | --- |
| 1   | Brasil       | 3  | 3  | 0  | 9  | 1  | 9   |
| 2   | Cuba         | 3  | 2  | 1  | 7  | 3  | 6   |
| 3   | China Taipéi | 3  | 1  | 2  | 3  | 6  | 3   |
| 4   | Venezuela    | 3  | 0  | 3  | 0  | 9  | 0   |

#### Resultados
| Fecha    | Encuentro                | Resultado | Set   | Set   | Set   | Set   | Set | Puntuación total |
| Fecha    | Encuentro                | Resultado | 1     | 2     | 3     | 4     | 5   | Puntuación total |
| -------- | ------------------------ | --------- | ----- | ----- | ----- | ----- | --- | ---------------- |
| 03-08-89 | Venezuela - China Taipéi | 0-3       | 15-17 | 06-15 | 10-15 |       |     | 31-47            |
| 03-08-89 | Brasil - Cuba            | 3-1       | 15-13 | 11-15 | 17-15 | 15-08 |     | 58-51            |
| 04-08-89 | Brasil - Venezuela       | 3-0       | 15-05 | 15-07 | 15-07 |       |     | 45-19            |
| 04-08-89 | China Taipéi - Cuba      | 0-3       | 09-15 | 07-15 | 09-15 |       |     | 25-45            |
| 05-08-89 | Brasil - China Taipéi    | 3-0       | 15-09 | 15-04 | 15-01 |       |     | 45-14            |
| 05-08-89 | Cuba - Venezuela         | 3-0       | 15-06 | 15-07 | 15-09 |       |     | 45-19            |

### Grupo C

#### Clasificación
| Pos | Equipo   | PJ | PG | PP | SF | SC | PTS |
| --- | -------- | -- | -- | -- | -- | -- | --- |
| 1   | Japón    | 3  | 3  | 0  | 9  | 0  | 9   |
| 2   | Canadá   | 3  | 2  | 1  | 6  | 3  | 6   |
| 3   | Colombia | 3  | 1  | 2  | 3  | 8  | 2   |
| 4   | España   | 3  | 0  | 3  | 2  | 9  | 1   |

#### Resultados
| Fecha    | Encuentro         | Resultado | Set   | Set   | Set   | Set   | Set   | Puntuación total |
| Fecha    | Encuentro         | Resultado | 1     | 2     | 3     | 4     | 5     | Puntuación total |
| -------- | ----------------- | --------- | ----- | ----- | ----- | ----- | ----- | ---------------- |
| 03-08-89 | España - Canadá   | 0-3       | 05-15 | 11-15 | 05-15 |       |       | 21-45            |
| 03-08-89 | Japón - Colombia  | 3-0       | 15-02 | 15-03 | 15-05 |       |       | 45-10            |
| 04-08-89 | Colombia - España | 3-2       | 17-15 | 05-15 | 15-10 | 11-15 | 15-06 | 63-61            |
| 04-08-89 | Canadá - Japón    | 0-3       | 03-15 | 07-15 | 05-15 |       |       | 15-45            |
| 05-08-89 | Japón - España    | 3-0       | 15-00 | 15-02 | 15-01 |       |       | 45-03            |
| 05-08-89 | Canadá - Colombia | 3-0       | 15-11 | 15-10 | 15-06 |       |       | 45-27            |

### Grupo D

#### Clasificación
| Pos | Equipo          | PJ | PG | PP | SF | SC | PTS |
| --- | --------------- | -- | -- | -- | -- | -- | --- |
| 1   | Korea           | 3  | 3  | 0  | 9  | 1  | 9   |
| 2   | Unión Soviética | 3  | 2  | 1  | 7  | 3  | 6   |
| 3   | Argentina       | 3  | 1  | 2  | 3  | 6  | 3   |
| 4   | Puerto Rico     | 3  | 0  | 3  | 0  | 9  | 0   |

#### Resultados
| Fecha    | Encuentro                       | Resultado | Set   | Set   | Set   | Set   | Set | Puntuación total |
| Fecha    | Encuentro                       | Resultado | 1     | 2     | 3     | 4     | 5   | Puntuación total |
| -------- | ------------------------------- | --------- | ----- | ----- | ----- | ----- | --- | ---------------- |
| 03-08-89 | Argentina - Corea del Sur       | 0-3       | 12-15 | 09-15 | 04-15 |       |     | 25-45            |
| 03-08-89 | Unión Soviética - Puerto Rico   | 3-0       | 15-01 | 15-02 | 15-08 |       |     | 45-11            |
| 04-08-89 | Unión Soviética - Argentina     | 3-0       | 15-08 | 15-12 | 15-11 |       |     | 45-31            |
| 04-08-89 | Puerto Rico - Corea del Sur     | 0-3       | 01-15 | 02-15 | 01-15 |       |     | 04-45            |
| 05-08-89 | Argentina - Puerto Rico         | 3-0       | 15-12 | 15-06 | 15-09 |       |     | 45-27            |
| 05-08-89 | Corea del Sur - Unión Soviética | 3-1       | 17-16 | 15-11 | 05-15 | 15-08 |     | 52-50            |

#### Clasificación para la Segunda Fase
| – | Clasificado a la Segunda Ronda.  |
| – | Clasificado a la Ronda de 13-16. |

## Segunda fase

### Grupo E

#### Clasificación
| Pos | Equipo   | PJ | PG | PP | SF | SC | PTS |
| --- | -------- | -- | -- | -- | -- | -- | --- |
| 1   | Japón    | 5  | 5  | 0  | 15 | 1  | 15  |
| 2   | Perú     | 5  | 4  | 1  | 12 | 8  | 10  |
| 3   | China    | 5  | 3  | 2  | 11 | 7  | 9   |
| 4   | Italia   | 5  | 2  | 3  | 9  | 9  | 7   |
| 5   | Canadá   | 5  | 1  | 4  | 5  | 12 | 4   |
| 6   | Colombia | 5  | 0  | 5  | 0  | 15 | 0   |

#### Resultados
| Fecha    | Encuentro         | Resultado | Set   | Set   | Set   | Set   | Set   | Puntuación total |
| Fecha    | Encuentro         | Resultado | 1     | 2     | 3     | 4     | 5     | Puntuación total |
| -------- | ----------------- | --------- | ----- | ----- | ----- | ----- | ----- | ---------------- |
| 07-08-89 | Colombia - Perú   | 0-3       | 01-15 | 06-15 | 01-15 |       |       | 08-45            |
| 07-08-89 | China - Canadá    | 3-0       | 15-01 | 15-05 | 15-01 |       |       | 45-07            |
| 07-08-89 | Japón - Italia    | 3-0       | 15-09 | 15-10 | 15-02 |       |       | 45-21            |
| 08-08-89 | China - Japón     | 1-3       | 15-07 | 07-15 | 07-15 | 08-15 |       | 37-52            |
| 08-08-89 | Italia - Colombia | 3-0       | 15-00 | 15-04 | 15-09 |       |       | 45-13            |
| 08-08-89 | Perú - Canadá     | 3-2       | 11-15 | 15-04 | 15-11 | 12-15 | 15-01 | 68-46            |
| 09-08-89 | Perú - Japón      | 0-3       | 07-15 | 09-15 | 10-15 |       |       | 26-45            |
| 09-08-89 | China - Colombia  | 3-0       | 15-01 | 15-04 | 15-03 |       |       | 45-08            |
| 09-08-89 | Italia - Canadá   | 3-0       | 15-03 | 15-05 | 15-05 |       |       | 45-13            |

### Grupo F

#### Clasificación
| Pos | Equipo          | PJ | PG | PP | SF | SC | PTS |
| --- | --------------- | -- | -- | -- | -- | -- | --- |
| 1   | Brasil          | 5  | 5  | 0  | 15 | 3  | 15  |
| 2   | Cuba            | 5  | 4  | 1  | 13 | 5  | 11  |
| 3   | Korea           | 5  | 2  | 3  | 10 | 7  | 9   |
| 4   | China Taipéi    | 5  | 3  | 1  | 6  | 11 | 6   |
| 5   | Unión Soviética | 5  | 1  | 4  | 8  | 12 | 4   |
| 6   | Argentina       | 5  | 0  | 5  | 1  | 15 | 0   |

#### Resultados
| Fecha    | Encuentro                      | Resultado | Set   | Set   | Set   | Set   | Set   | Puntuación total |
| Fecha    | Encuentro                      | Resultado | 1     | 2     | 3     | 4     | 5     | Puntuación total |
| -------- | ------------------------------ | --------- | ----- | ----- | ----- | ----- | ----- | ---------------- |
| 07-08-89 | Argentina - Brasil             | 0-3       | 04-15 | 03-15 | 02-15 |       |       | 09-45            |
| 07-08-89 | Cuba - Unión Soviética         | 3-2       | 13-15 | 15-12 | 15-05 | 10-15 | 15-11 | 68-58            |
| 07-08-89 | Corea del Sur - China Taipéi   | 3-0       | 15-08 | 15-02 | 15-11 |       |       | 45-21            |
| 08-08-89 | Argentina - China Taipéi       | 1-3       | 09-15 | 03-15 | 15-05 | 12-15 |       | 39-50            |
| 08-08-89 | Brasil - Unión Soviética       | 3-1       | 13-15 | 15-08 | 15-06 | 15-09 |       | 58-38            |
| 08-08-89 | Cuba - Corea del Sur           | 3-0       | 15-12 | 15-12 | 15-06 |       |       | 45-30            |
| 09-08-89 | Argentina - Cuba               | 0-3       | 04-15 | 06-15 | 02-15 |       |       | 12-45            |
| 09-08-89 | Brasil - Corea del Sur         | 3-1       | 12-15 | 15-03 | 15-06 | 15-08 |       | 57-32            |
| 09-08-89 | China Taipéi - Unión Soviética | 3-1       | 10-15 | 15-08 | 15-09 | 15-05 |       | 55-37            |

## Fase Final

### Clasificación
| Pos | Equipo      | PJ | PG | PP | SF | SC | PTS |
| --- | ----------- | -- | -- | -- | -- | -- | --- |
| 13  | Venezuela   | 3  | 3  | 0  | 9  | 1  | 9   |
| 14  | España      | 3  | 2  | 1  | 7  | 4  | 6   |
| 15  | Puerto Rico | 3  | 1  | 2  | 4  | 8  | 2   |
| 16  | México      | 3  | 0  | 3  | 2  | 9  | 1   |

### Resultados
| Fecha    |             | Resultado |             | Set   | Set   | Set   | Set   | Set   | Puntuación Total |
| Fecha    | 1           | Resultado | 2           | 3     | 4     | 5     |       |       | Puntuación Total |
| -------- | ----------- | --------- | ----------- | ----- | ----- | ----- | ----- | ----- | ---------------- |
| 07-08-89 | Puerto Rico | 3 - 2     | México      | 15-04 | 05-15 | 15-09 | 11-15 | 15-13 | 61-56            |
| 07-08-89 | España      | 1 - 3     | Venezuela   | 14-16 | 15-13 | 07-15 | 16-18 |       | 52-62            |
| 08-08-89 | Puerto Rico | 1 - 3     | España      | 11-15 | 15-13 | 08-15 | 08-15 |       | 42-58            |
| 08-08-89 | México      | 0 - 3     | Venezuela   | 05-15 | 04-15 | 12-15 |       |       | 21-45            |
| 09-08-89 | España      | 3 - 0     | México      | 15-06 | 15-12 | 15-10 |       |       | 45-28            |
| 09-08-89 | Venezuela   | 3 - 0     | Puerto Rico | 15-10 | 25-09 | 16-14 |       |       | 46-33            |

### 11° puesto

#### Resultados
| Fecha    | Partido | Partido | Partido  | Resultado |
| -------- | ------- | ------- | -------- | --------- |
| 13-08-89 | Canadá  | -       | Colombia | 3-0       |

### 9° puesto

#### Resultados
| Fecha    | Partido         | Partido | Partido   | Resultado |
| -------- | --------------- | ------- | --------- | --------- |
| 13-08-89 | Unión Soviética | -       | Argentina | 3-0       |

### 7° puesto

#### Resultados
| Fecha    | Partido | Partido | Partido      | Resultado |
| -------- | ------- | ------- | ------------ | --------- |
| 13-08-89 | Italia  | -       | China Taipéi | 3-0       |

### 5° puesto

#### Resultados
| Fecha    | Partido | Partido | Partido | Resultado |
| -------- | ------- | ------- | ------- | --------- |
| 13-08-89 | China   | -       | Korea   | 3-1       |

### Final 1° y 3º puesto
|  | Semifinales | Semifinales |   |       | 1º puesto | 1º puesto |  |
|  |             |             |   |       |           |           |  |
|  |             |             |   |       |           |           |  |
|  |             |             |   |       |           |           |  |
|  | Brasil      | 3           |   |       |           |           |  |
|  | Perú        | 0           |   |       |           |           |  |
|  |             |             |   |       |           |           |  |
|  |             |             |   |       |           |           |  |
|  |             |             |   |       | Brasil    | 3         |  |
|  |             | Cuba        | 2 |       |           |           |  |
|  |             |             |   |       |           |           |  |
|  |             |             |   |       |           |           |  |
|  |             |             |   |       | 3º puesto |           |  |
|  |             |             |   |       |           |           |  |
|  | Cuba        | 3           |   | Japón | 3         |           |  |
|  | Japón       | 0           |   |       | Perú      | 0         |  |

### Semifinales
| Fecha    | Encuentro     | Resultado | Set   | Set   | Set   | Set | Set | Puntuación total |
| Fecha    | Encuentro     | Resultado | 1     | 2     | 3     | 4   | 5   | Puntuación total |
| -------- | ------------- | --------- | ----- | ----- | ----- | --- | --- | ---------------- |
| 12-08-89 | Brasil - Perú | 3-0       | 15-04 | 15-03 | 15-06 |     |     | 45-13            |
| 12-08-89 | Cuba - Japón  | 3-0       | 15-12 | 15-09 | 15-02 |     |     | 45-23            |

### 3° Puesto
| Fecha    | Encuentro    | Resultado | Set   | Set   | Set   | Set | Set | Puntuación total |
| Fecha    | Encuentro    | Resultado | 1     | 2     | 3     | 4   | 5   | Puntuación total |
| -------- | ------------ | --------- | ----- | ----- | ----- | --- | --- | ---------------- |
| 13-08-89 | Japón - Perú | 3-0       | 15-07 | 15-12 | 15-10 |     |     | 45-29            |

### 1° Puesto
| Fecha    | Encuentro     | Resultado | Set   | Set   | Set   | Set   | Set   | Puntuación total |
| Fecha    | Encuentro     | Resultado | 1     | 2     | 3     | 4     | 5     | Puntuación total |
| -------- | ------------- | --------- | ----- | ----- | ----- | ----- | ----- | ---------------- |
| 13-08-89 | Brasil - Cuba | 3-2       | 15-05 | 13-15 | 13-15 | 15-01 | 15-11 | 70-46            |

## Podio
| Brasil    |
| 2º Título |
| Brasil    |

## Clasificación general
| Pos | Equipo          |
| --- | --------------- |
| 1   | Brasil          |
| 2   | Cuba            |
| 3   | Japón           |
| 4   | Perú            |
| 5   | China           |
| 6   | Korea           |
| 7   | Italia          |
| 8   | China Taipéi    |
| 9   | Unión Soviética |
| 10  | Argentina       |
| 11  | Canadá          |
| 12  | Colombia        |
| 13  | Venezuela       |
| 14  | España          |
| 15  | Puerto Rico     |
| 16  | México          |

## Distinciones individuales
| - Mejor Bloqueo - Fátima (BRA) - Mejor Servicio - Marcia Fu (BRA) | - Mejor Armadora - Fernanda Venturini (BRA) |

| Predecesor: Corea 1987 | Campeonato Mundial de Voleibol Femenino Sub-20 Perú 1989 | Sucesor: Checoslovaquia 1991 |

- Datos: Q5744047